# اعتراضات اعتصابی ۲۰۲۰–۲۰۲۱ زنان در لهستان
اعتراضات اعتصابی ۲۰۲۰–۲۰۲۱ زنان در لهستان (انگلیسی: 2020–2021 women's strike protests in Poland) از ۲۲ اکتبر در اعتراض به قانون جدید ممنوعیت سقط جنین شکل گرفت. در این اعتراضات هزاران زن لهستانی در خیابان‌های ورشو پایتخت لهستان و سایر شهرهای این کشور دست به تظاهرات زدند. بر اساس حکم دیوان عالی لهستان، سقط جنین در این کشور، حتی در مواردی چون رشد ناقص جنین نیز برخلاف قانون اساسی و ممنوع است. شمار زیادی از مردان همچنین دانشجویان رشتهٔ پزشکی در ورشو نیز، زنان لهستانی را در مخالفت با قانون جدید دیوان عالی همراهی کردند. در این اعتراضات خواستار جدایی دین از دولت شده و در راستای تفکیک دین و دولت، خواستار عدم دخالت کلیسا در قوهٔ قضائیه، مجریه و قوهٔ مقننه شده‌اند.